# La ciudad está tranquila
La ciudad está tranquila es una película francesa dirigida en el año 2000 por Robert Guédiguian.

## Argumento
Cuenta la vida de una serie de personajes en el año 2000 en Marsella.

## Premios
2000: Valladolid: Espiga de Oro Mejor Película. Mejor Actriz (Ariane Ascaride)